# TonleSap Airlines

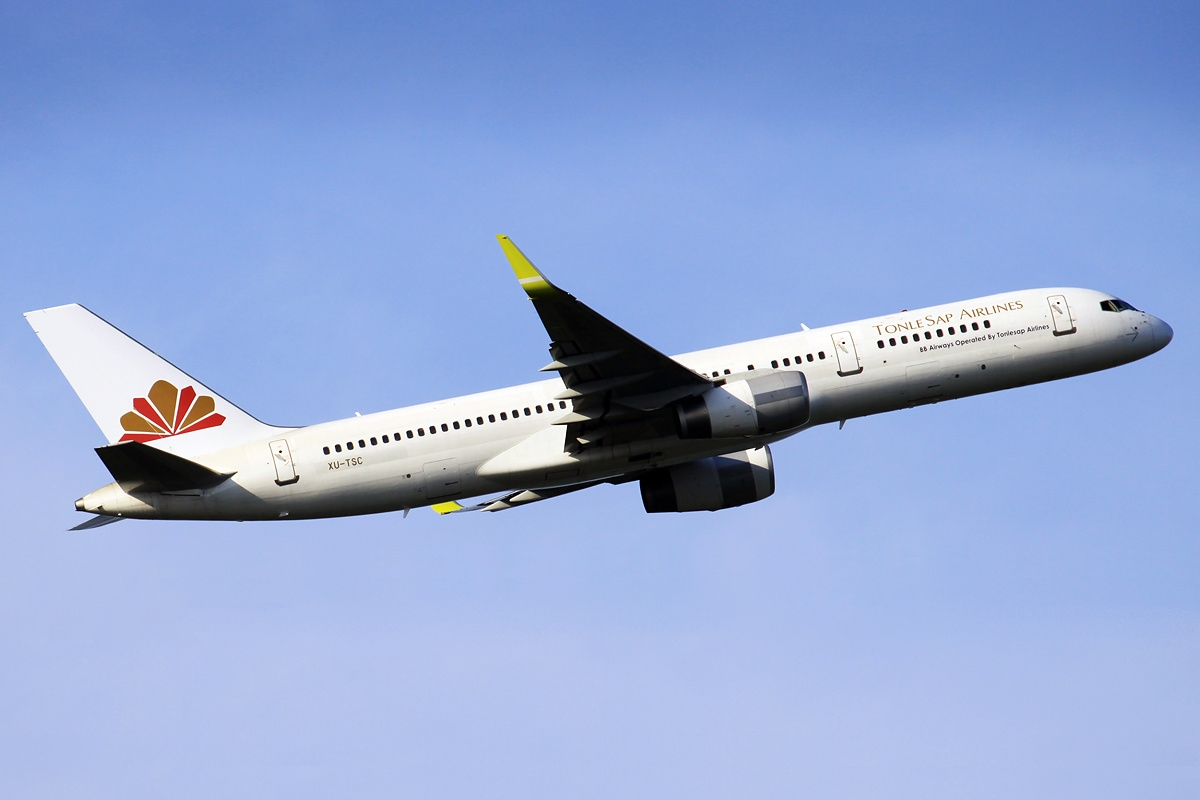
Boeing 757-200 TonleSap Airlines

TonleSap Airlines — вторая по величине авиакомпания Королевства Камбоджа со штаб-квартирой в столице — городе Пномпень. Авиакомпания названа в честь самого крупного озера в Юго-Восточной Азии - Тонлесап. Первый полёт борт авиакомпании совершил 21 января 2011 года. Порт приписки авиакомпании Международный аэропорт Пномпень.

## Направления

### Внутренние
- Камбоджа
  - Пномпень — Международный аэропорт Пномпень
  - Сиемреап — Международный аэропорт Сиемреап

### Международные

#### Регулярные
- Китай
  - Пекин - Международный аэропорт Шоуду́
  - Шанхай — Международный аэропорт Шанхай Пудун
  - Нинбо — Международный аэропорт Нинбо Лише
  - Куньмин — Международный аэропорт Куньмин Уцзяба

#### Чартерные
- Китай
  - Чунцин — Международный аэропорт Чунцин Цзянбэй
  - Гонконг — Международный аэропорт Чхеклапкок
- Тайвань
  - Таоюань — Тайваньский международный аэропорт Таоюань
  - Гаосюн — Международный аэропорт Гаосюн
- Таиланд
  - Паттайя — Международный аэропорт У-Тапао

## Флот
В настоящее время авиакомпания располагает двумя самолётами — Boeing 737-300 и Boeing 757-200.